# Charlie Almlöf
Charlemil "Charlie" Almlöf, född 24 december 1889 i Kristine församling i Göteborg, död 22 juli 1958 i Stockholm, var en svensk skådespelare, dotterson till skådespelaren Knut Almlöf.

## Biografi
Charlie Almlöf genomgick sex klasser i läroverk; studerade vid Kungliga Dramatiska Teaterns elevskola tre år samt vid Lessing-Theater i Berlin ett år samt gjorde studieresor till Paris, London, Moskva, Wien och Budapest. Han debuterade som filmskådespelare 1930.
Almlöf var verksam som föredragshållare och var medlem av Svenska Teaterförbundet, Dramatiska och Musikaliska Artisternas Pensionsförening samt Intresseförbundet Scen och Film. Almlöfsgatan i Stockholm är uppkallad efter den på framstående skådespelarrika släkten Almlöf. 

## Filmografi
- 1930 – Fridas visor
- 1931 – En natt
- 1931 – Röda dagen
- 1931 – Dantes mysterier
- 1932 – Landskamp
- 1932 – Sten Stensson Stéen från Eslöv på nya äventyr
- 1932 – Pojkarna på Storholmen
- 1934 – Karl Fredrik regerar
- 1936 – Alla tiders Karlsson
- 1936 – Bröllopsresan
- 1940 – Swing it, magistern!
- 1942 – Lyckan kommer
- 1942 – En äventyrare
- 1945 – Hans Majestät får vänta
- 1945 – Fram för lilla Märta
- 1946 – Möte i natten
- 1947 – En fluga gör ingen sommar
- 1947 – Pappa sökes
- 1948 – Lilla Märta kommer tillbaka
- 1950 – Motorkavaljerer
- 1951 – Dårskapens hus